# 10493 Pulliah
10493 Pulliah è un asteroide della fascia principale. Scoperto nel 1986, presenta un'orbita caratterizzata da un semiasse maggiore pari a 2,2896830 au e da un'eccentricità di 0,0635554, inclinata di 7,25560° rispetto all'eclittica.